# Listă de filme sovietice din 1928
- Filme sovietice din: 1927 — 1928 — 1929

Aceasta este o listă de filme produse în Uniunea Sovietică în 1928.
| Titlu                                     | Titlu original                             | Regizor                                                                   | Distribuție | Gen                 | Note                                  |
| ----------------------------------------- | ------------------------------------------ | ------------------------------------------------------------------------- | --- | ------------------- | ------------------------------------- |
| 1928                                      |                                            |                                                                           | |                     |                                       |
| Bulat-Batır                               | Була́т-Баты́р                                | Yuri Tarich                                                               | Galina Kravchenko | Action drama        | Singurul film tătar de lungmetraj mut |
| A Cup of Tea                              | Чашка чая                                  | Nikolai Shpikovsky                                                        | Igor Ilyinsky, Nina Li, Ivan Lagutin                                                                                   | Comedie             |                                       |
| The Doll with Millions                    | Кукла с миллионами                         | Sergei Komarov                                                            | Igor Ilyinsky, Vladimir Fogel, Galina Kravchenko                                                                       | Comedie             |                                       |
| Don Diego and Pelagia                     | Дон Диего и Пелагея                        | Yakov Protazanov                                                          | Mariya Blyumental-Tamarina                                                                                             | Comedie, drama      |                                       |
| Eliso                                     | Элисо                                      | Nikoloz Shengelaia                                                        | Aleksandre Imedashvili                                                                                                 | Aventuri            |                                       |
| Evil Spirit                               | Злой дух                                   | Patvakan Barkhudaryan, Mikheil Gelovani                                   | Hasmik, Nina Manucharyan, Mikheil Gelovani                                                                             | Drama               |                                       |
| Five Right in the Target                  | Пять в яблочко                             | Patvakan Barkhudaryan                                                     | L. Sahakyan, H. Mravyan, Suren Kocharyan                                                                               | Drama               |                                       |
| Golden Beak                               | Золотой клюв                               | Yevgeni Chervyakov                                                        | A. Yefimov | Drama               |                                       |
| Heroic Deed Among the Ice                 | Подвиг во льдах                            | Georgi Vasilyev and Sergei Vasilyev                                       | | Documentar          | Film pierdut parțial                  |
| His Excellency                            | Его превосходительство                     | Grigori Roshal                                                            | Leonid Leonidov, Maria Sinelnikova, Tamara Adelheim, Nikolai Cherkasov, Mikhail Rostovtsev                             | Drama               |                                       |
| The House in the Snow-Drifts              | Дом в сугробах                             | Fridrikh Ermler                                                           | Fyodor Nikitin, Tatyana Okova, Valeri Solovtsov                                                                        | Drama               |                                       |
| The House on Trubnaya                     | Дом на Трубной                             | Boris Barnet                                                              | Vera Maretskaya, Vladimir Fogel                                                                                        | Comedie             |                                       |
| Kastus Kalinovskiy                        | Кастусь Калиновский                        | Vladimir Gardin                                                           | | Biografic           |                                       |
| Khaspush                                  | Хас-пуш                                    | Hamo Beknazarian                                                          | Hrachia Nersisyan, M. Dulgaryan, Avet Avetisyan                                                                        | Film de război      |                                       |
| Krazana                                   | Овод                                       | Kote Marjanishvili                                                        | Nato Vachnadze | Drama, Aventuri     |                                       |
| Krivoi Rog                                | Кривой Рог                                 | Aleksandr Gavronsky                                                       | Ivan Chuvelev, Dmitri Vasiliev, Ivan Shtrauh, Evgeny Tokmakov                                                          | Comedie, drama      | Film pierdut                          |
| Lace                                      | Кружева                                    | Sergei Yutkevich                                                          | Nina Shaternikova | Comedie             |                                       |
| Laughter Through Tears                    | Смех сквозь слезы                          | Grigori Gricher-Cherikover                                                | J. K. Kovenberg, A. D. Goritcheva, D. A. Cantor, M. D. Sen-Elnikova, S. J. Silberman, A. J. Vubnik and F. A. Soslovsky | Comedie             |                                       |
| Lev Tolstoy and the Russia of Nicholas II | Россия Николая Второго и Лев Толстой       | Esfir Shub                                                                | | Documentar          |                                       |
| Mutiny                                    | Мятеж                                      | Semyon Tymoshenko                                                         | Pyotr Podvalny | Dramatic, de război |                                       |
| My Son                                    | Мой сын                                    | Yevgeni Chervyakov                                                        | Gennadiy Michurin, Anna Sten, Pyotr Berezov                                                                            | Drama               |                                       |
| The Night Coachman                        | Ночной извозчик                            | Georgi Tasin                                                              | Amvrosi Buchma, Maria Dyusimeter, Nikolai Nademsky                                                                     | Drama               |                                       |
| October: Ten Days That Shook the World    | Октябрь: Десять дней, которые потрясли мир | Grigori Aleksandrov, Sergei Eisenstein                                    | Vladimir Popov | History, drama      |                                       |
| Oktyabryukhov and Dekabryukhov            | Октябрюхов и Декабрюхов                    | O. Iskander, Aleksei Smirnov                                              | Georgi Astafyev, Leonid Barbe, Afanasi Belov                                                                           | Comedie             |                                       |
| The Parisian Cobbler                      | Парижский сапожник                         | Fridrikh Ermler                                                           | Veronika Buzhinskaya                                                                                                   | Drama               |                                       |
| Penal Servitude                           | Каторга                                    | Yuli Raizman                                                              | Andrei Zhilinsky | Drama               |                                       |
| A Nenets Boy                              | Самоедский мальчик                         | Valentina Brumberg, Zinaida Brumberg, Nikolai Khodataev, Olga Khodatayeva | | Animație, short     |                                       |
| Vania the Pioneer                         | Пионер Ваня                                | Victor Grigoryev                                                          | | Animație            | Film pierdut                          |
| Potholes                                  | Ухабы                                      | Abram Room                                                                | Sergei Minin, Evlaliya Olgina                                                                                          | Drama               |                                       |
| Rasputin                                  | Распутин                                   | Nikolai Larin, Boris Nevolin                                              | Vladimir Gajdarov, Suzanne Delmas , Ernst Rückert                                                                      | Drama               | Soviet-German co-production           |
| The Rink                                  | Каток                                      | Yuri Zhelyabuzhsky                                                        | | Animație, scurt     |                                       |
| Salamander                                | Саламандра                                 | Grigori Roshal                                                            | Bernhard Goetzke, Natalya Rozenel, Nikolay Khmelyov, Sergey Komarov                                                    | Drama               | co-producție sovieto-german]]ă        |
| Snow Boys                                 |                                            | Boris Shpis                                                               | | Comedie             |                                       |
| The Shanghai Document                     | Шанхайский документ                        | Yakov Bliokh                                                              | | Documentar          |                                       |
| Storm Over Asia                           | Потомок Чингисхана                         | Vsevolod Pudovkin                                                         | Valéry Inkijinoff | Drama               |                                       |
| A Tangled Web                             | Провокатор                                 | Victor A. Turin                                                           | Leonid Danilov, Vladimir Krueger, Nikolay Kutuzov                                                                      | Drama               |                                       |
| A Town Full of Light                      | Светлый город                              | Ivan Pravov, Olga Preobrazhenskaya                                        | Raisa Puzhnaya, Vasiliy Gndeochkin, Emma Tsesarskaya, Elena Maksimova                                                  |                     |                                       |
| Tip-Top in Moscow                         | Тип-Топ в Москве                           | Aleksandr Vasilyevich Ivanov                                              | | Animație            | Film pierdut                          |
| Vanka and the 'Avenger'                   | Ванька и «Мститель»                        | Aksel Lundin                                                              | Anton Klimenko, Volodya Nolman, Andrey Petrovsky                                                                       | Aventuri            |                                       |
| The White Eagle                           | Белый орёл                                 | Yakov Protazanov                                                          | Vasili Kachalov, Anna Sten, Vsevolod Meyerhold                                                                         | Drama               |                                       |
| The Yellow Ticket                         | Земля в плену                              | Fedor Ozep                                                                | Anna Sten, Ivan Koval-Samborsky, Mikhail Narokov, Vladimir Fogel                                                       | Drama               |                                       |
| Zvenigora                                 | Звeнигopа                                  | Alexander Dovzhenko                                                       | Semyon Svashenko | Fantastic           | RSS Ucraineană                        |